# Lee Oskar

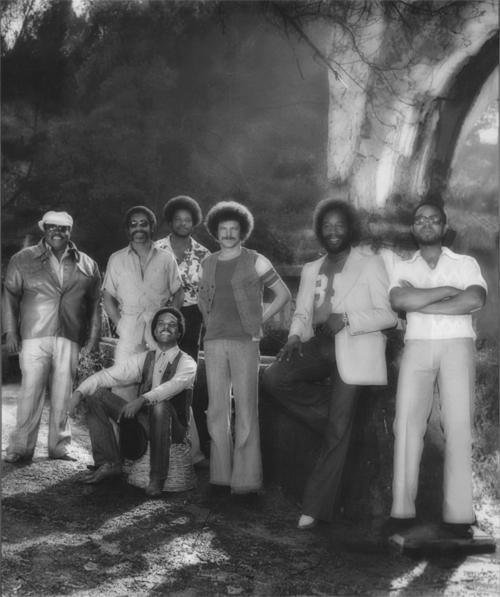
Lee Oskar (3. von rechts) und War 1976

Lee Oskar (* 24. März 1948 in Kopenhagen, Dänemark als Oskar Levetin Hansen) ist ein dänisch-amerikanischer Mundharmonikaspieler und Instrumentenbauer. Bekannt wurde er durch seine Zusammenarbeit mit Eric Burdon und War.

## Leben
Seine erste Harmonika bekam Lee im Alter von sechs Jahren von einem Freund der Familie. Er wuchs mit dem dänischen Radio auf, wo er auch Ray Charles, den größten Einfluss in dieser Zeit, hörte. Mit 17 zog er nach New York, dort verdiente er sich sein Geld als Straßenmusikant. Von New York zog er nach Los Angeles, wo er Eric Burdon traf, mit dem er in den Klubs der Stadt spielte. Bald bildete sich die Formation „War“, in der Oskars Harmonikaspiel mit dem Saxophon von Charles Miller die Horn Section bildete. Bis 1992 spielte er in dieser Formation. Nachdem er War verlassen hatte, widmete er sich seiner Solokarriere und seinen wirtschaftlichen Unternehmen.
1983 gründete Oskar das Unternehmen Lee Oskar Harmonica für den Vertrieb hochwertiger Mundharmonikas, die für vielerlei Stile, wie Blues, Folk oder Rock, verwendet werden. Neben dieser Firma gründete er noch eine Produktionsfirma mit Sitz in Redmond.

## Diskografie

### Soloalben
- 1976 Lee Oskar Rhino
- 1978 Before the Rain Avenue (Rhino)
- 1980 My Road, Our Road Avenue (Rhino)
- 1981 Free Avenue (Rhino)
- 1996 Those Sunny Days Tokuma Records
- 1997 Live at the Pitt Inn Rhino
- 1997 So Much in Love Zebra Records
- 2002 Sublimation PJL Records (Japan)[3]

### Mit War (Auswahl)
- 1970 Eric Burdon Declares „War“ Eric Burdon & War
- 1971 All Day Music War
- 1971 Black-Man's Burdon Eric Burdon & War
- 1971 Guilty Eric Burdon
- 1971 War War
- 1972 World Is a Ghetto War
- 1973 Deliver the Word War
- 1973 War Live War
- 1974 Live War
- 1975 Why Can’t We Be Friends? War
- 1976 Greatest Hits War
- 1978 Youngblood War
- 1982 Outlaw War
- 1994 Anthology (1970–1994) War
- 1994 Peace Sign War[4]

### MitGreg Errico,Carlos Santana,Herbie Hancockund anderen
- 1978 Giants